# Râul Greul
Râul Greul este un curs de apă, afluent al Pârâului Negru. 